# Härjningen av Sigtuna 1187
Inkräktare österifrån lyckades anfalla och bränna Sigtuna år 1187. Svensk uppslagsbok skriver: "1187 hemsöktes S. av karelska sjörövare, som delvis brände staden." Vissa källor talar om ester, andra om kareler i Republiken Novgorods tjänst. Andra tänkbara kandidater är "kurländarna". Alltså karelska eller baltiska "vikingar".  Det finns ej några arkeologiska fynd (brandlager eller dylikt) från härjningen. Möjligen har de skriftliga källorna överdrivit ödeläggelsens utsträckning.
Enligt historikern Adolf Schück möjliggjordes angreppet av inbördeskrigen i Sverige år 1187-88. Attacken mot Sigtuna ägde rum i skuggan av svenska attacker mot folken i Neva- och Ladogaområdet, som exempelvis 1164 och möjligen 1240 (även om det saknas uppgifter i svenska källor om den senare). I takt med den ekonomiska blomstringen ökade både den västkristna och östkristna missionsivern. Republiken Novgorod började föra en allt mer aktiv utrikespolitik. Flera kortare novgorodiska plundringståg ägde rum, till exempel mot Tavastland åren 1186, 1191 och 1226-1227, med åtminstone ett tavastländskt motanfall 1228. Danmark drabbades samtidigt av vendertågen.